# ジョーゼフ・マリオン・ジョーンズ
ジョーゼフ・マリオン・ジョーンズ（英: Joseph Marion Jones、1908年10月29日 - 1990年8月9日）は、アメリカ合衆国の経済学者、官僚である。
テキサス州ロックハート出身。ベイラー大学で学士号を、ペンシルベニア大学で修士号と博士号を取得した。1943年から1946年にかけて、『フォーチュン』誌の編集者を務めた。
経済学者として関税委員会 (Tariff Commission) に参加したのち、国務省の対外援助政策立案に携わった。
公共問題担当国務次官補特別補佐官として、5月8日に国務次官ディーン・アチソンがデルタ・カウンシルで行った演説を起草した。
1955年、ジョーンズは『15週間―1947年2月21日〜6月5日』を上梓した。「15週間」とは、イギリスが対ギリシャ・トルコ援助の打ち切りを米国に通告した1947年2月21日から国務長官ジョージ・マーシャルが欧州援助計画（マーシャル・プラン）の構想を発表した6月5日までの期間を指す。同書はこの15週間の政府内の激動に国務官僚として接した経験を基に書かれた回顧録であり、トルーマン・ドクトリンやマーシャル・プランの立案過程を探る上で重要な1冊となっている。
1953年に国務省を辞した後は、イェール大学の特別研究員、国務省時代の元同僚でもあるニューヨーク州知事ハリマンの特別補佐官、ラスカー財団 (Lasker Foundation) 顧問を歴任した。1967年にフロリダ州へ移り、1978年までマイアミ大学で教鞭をとった。
バージニア州アーリントンの自宅で死去。81歳。